# A Dash of Courage
A Dash of Courage è un cortometraggio muto del 1916 diretto da Charley Chase (con il nome Charles Chase).

## Produzione
Il film fu prodotto dalla Keystone Film Company.

## Distribuzione
Distribuito dalla Triangle Distributing, il film - un cortometraggio in due bobine - uscì nelle sale cinematografiche degli Stati Uniti il 7 maggio 1916.